# Michelangelo Palloni

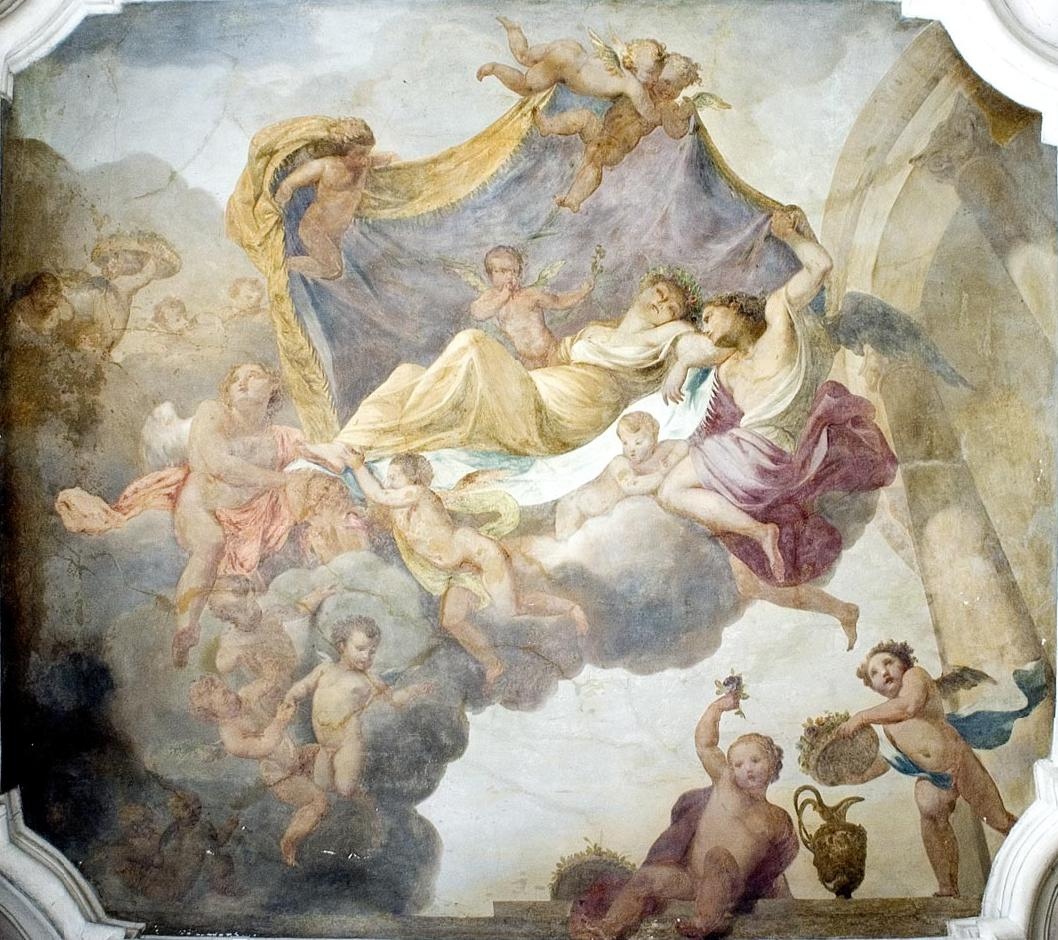
Schlafende Psyche im Palastmuseum Wilanów, Warschau

Michelangelo Palloni (* 1637 in Campi Bisenzio, Toskana; † 1712 in Węgrów, Polen-Litauen) war ein italienischer Barockmaler, der in Polen-Litauen tätig war, insbesondere am Warschauer Königshof von Johann III. Sobieski.

## Leben
Palloni stammte aus der Toskana und war zunächst in Florenz, Rom und Turin tätig und war ein Schüler von Baldassare Franceschini. In Turin sind seine Werke in der Lorenzkirche erhalten. 1674 holte die Magnatenfamilie Pac Palloni nach Polen-Litauen. Zunächst malte er Fresken in Kirchen, die seine Förderer im Großfürstentum Litauern stifteten. Gemälde von ihm befinden sich unter anderem im Kloster Pažaislis und in der Wilnaer Peter- und Paulskirche. 1684 holte ihn Jan Dobrogost Krasiński nach Warschau, wo er Fresken im Palais Krasiński schuf. Ab 1688 wirkte er als Hofmaler für König Johann III. Sobieski, nahm jedoch auch andere Aufträge an. Für den König schuf er Fresken im Schloss Wilanów. Für die Leszczyński malte er Fresken im Schloss Rydzyna. 1692 schuf er einen Zyklus für die Kasimir-Kapelle der Stanislauskathedrale in Vilnius. Kurze Zeit später malte er Fresken in der Warschauer Kamaldulenserkirche, der Missionarskapelle sowie der Marienkirche in Łowicz. Die letzten Lebensjahre verbrachte er im Dienst der Magnatenfamilie Krasiński, für die er in Węgrów wirkte. Nach seinem Tod wurde er in der Gruft der Marienbasilika in Węgrów beigesetzt. In der Basilika und in der örtlichen Petruskirche sind Werke von ihm erhalten.